# Revólver automático

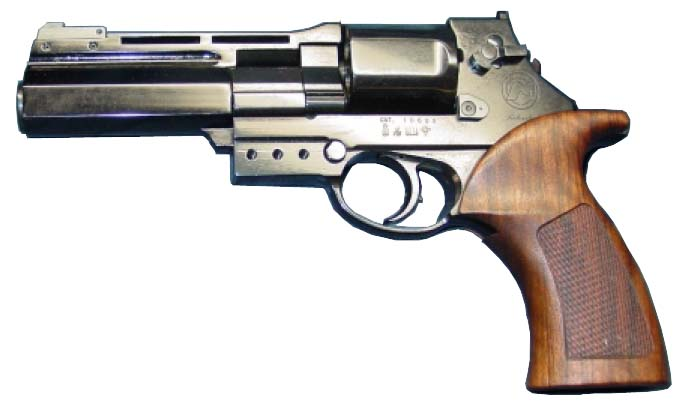
El Mateba Autorevólver.

Un revólver automático (más precisamente, revólver semiautomático) es un tipo de revólver que emplea la energía del disparo para armar el martillo y girar el tambor, en lugar de operaciones manuales para estas acciones. Los ejemplos de verdaderos revólveres semiautomáticos son escasos y el término es frecuentemente aplicado a revólveres de apertura vertical con sistemas de eyección automáticos para extraer los casquillos disparados al abrirlos. A pesar del nombre inapropiado de "automático", tales revólveres son en realidad  semiautomáticos.

## Historia
En 1841, el agente de patentes Moses Poole fue informado de la existencia de un revólver automático. Se desconoce la identidad precisa del inventor de dicha arma, pero muy probablemente fue un francés llamado Philippe Mathieu, que dos años antes había patentado un diseño casi idéntico entre muchos tipos de revólveres. En 1854, los estadounidenses Mershon and Hollingsworth informaron al agente de patentes británico William Edward Newton de la existencia de otro revólver automático. Ambas armas empleaban un mecanismo de relojería para disparar en modo automático. En 1863, un armero español apellidado Orbea diseñó un revólver automático accionado por los gases del disparo. El Revólver automático Webley-Fosbery fue diseñado en 1895 y pasó a ser el primer revólver automático en ser comercializado, así como el más conocido.

## Descripción
Un revólver estándar es un arma accionada manualmente, que emplea la acción de armar el martillo para girar el tambor en acción simple, o la presión del gatillo para girar el tambor y armar el martillo en doble acción. La idea detrás de un revólver automático es de automatizar ambas acciones, retirando la necesidad de armar manualmente el martillo entre cada disparo y conservando la ligera presión del gatillo en acción simple.
Esto se logra empleando una corredera en la parte superior del armazón, cuyo movimiento es empleado para girar el tambor y armar el martillo casi de la misma forma que en la mayoría de pistolas semiautomáticas.

### Ejemplos
- El Revólver Landstad noruego, diseñado e introducido en 1900. Su diseño muy inusual incluía un tambor plano con dos recámaras, en la cual la recámara inferior era cargada desde un cargador insertado lateralmente, que a su vez servía como cubierta izquierda de la empuñadura. Al disparar, el cerrojo del revólver extraía y eyectaba el casquillo vacío de la recámara superior, introducía un cartucho en la recámara inferior y finalmente giraba el tambor. Entonces el revólver estaba listo para disparar nuevamente. Estaba calibrado para el cartucho 7,5 mm Nagant, que en aquel entonces también era empleado por las versiones noruegas y suecas del revólver Nagant M1895.[4]
- El Revólver automático Webley-Fosbery fue el primer modelo comercial, introducido en 1901. Era accionado por retroceso, por lo que el cañón y el tambor retrocedían para armar el martillo y girar al segundo. Se distinguía por los entalles de la parte externa del tambor, que eran necesarios para que este de una media vuelta al retroceder y otra media vuelta al avanzar. Las versiones de 9 mm (.38) tenían un tambor de 8 recámaras y las de 11,55 mm (.455) uno de 6 recámaras. En total se fabricaron unos 4.750.[5]
- El Revólver automático Union estadounidense. Un arma impopular y sin éxito, de la cual apenas se fabricaron 65 unidades.[6]
- El Revólver automático Zulaica. La empresa eibarresa M. Zulaica y Cia. empezó a fabricar revólveres de bolsillo tipo "Velo-Dog" a inicios del siglo XX. En 1905, Zulaica patentó un inusual revólver automático que empleaba el cartucho .22 Long Rifle, pero se fabricaron muy pocos y de estos solo unos cuantos han sobrevivido. Zulaica empezó a fabricar pistolas semiautomáticas tipo "Eibar" bajo contratos del Ejército francés en 1915 y 1916, continuando su venta hasta la década de 1920.[7]
- La empresa italiana Mateba desarrolló en 1997 un tipo de revólver automático accionado por retroceso, el Mateba Unica auto-revólver, que emplea la energía del retroceso para girar el tambor de 6 o 7 cartuchos, según el modelo. La empresa ha fabricado varias versiones de su "autorevólver", inclusive con cañón largo y hasta revólver-carabina, que habitualmente emplean el cartucho .357 Magnum, pero también están disponibles para el .44 Magnum y .454 Casull.[8]

## Ametralladora revólver
Una ametralladora revólver es un arma de fuego basada en un revólver automático, pero con capacidad de fuego automático. La idea es una alternativa a las camisas de enfriamiento por agua de las primeras ametralladoras, evitando el esfuerzo de cambiar cañones en plena batalla. Las ametralladoras revólver no tienen relación alguna con las ametralladoras rotativas, ya que no tienen cañones y recámaras giratorias, siendo más parecidas a los cañones revólver.[cita requerida]

### Ejemplos

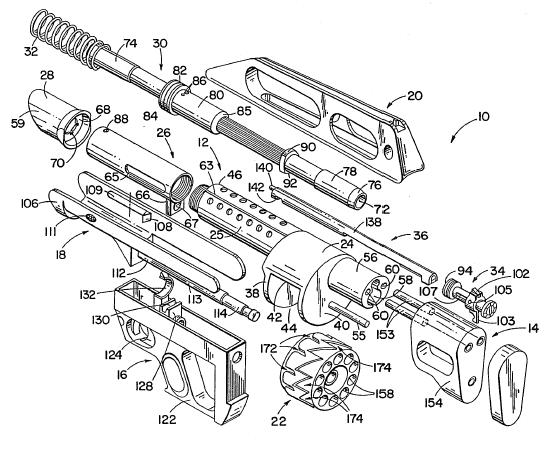
Las piezas de la escopeta automática Pancor Jackhammer.

- Las ametralladoras rusas ShKAS y UltraShKAS, con cadencias de 3.000 disparos/minuto.

- La ametralladora rusa Savin-Norov, con cadencia de más de 3.600 disparos/minuto.

- El Fusil de ciclo doble empleaba una singular recarga accionada por gas junto a un tambor con entalles similar al del Webley-Fosbery, disparando ráfagas cortas (3 disparos) con una cadencia de 4.900 disparos/minuto.[9]

- La Pancor Jackhammer también es una ametralladora revólver en forma de una escopeta automática bullpup.[10] Emplea un mecanismo de empuje frontal, que separa el cañón del tambor y entonces gira el tambor y arma el martillo.[11] Como una interesante característica adicional, es posible retirar el tambor de la escopeta, agregarle un detonador y emplearlo como una mina antipersona que dispara todos sus cartuchos una vez activada.